# Repêchage d'entrée dans la LNH 1981
1980 1982
Le repêchage d'entrée dans la Ligue nationale de hockey 1981 a eu lieu au Forum de Montréal (Québec) le 10 juin.

## Sélections par tour[1],[2],[3]
Les sigles suivants seront utilisés dans les tableaux pour parler des ligues mineures:
- LHO : Ligue de hockey de l'Ontario.
- LHJMQ : Ligue de hockey junior majeur du Québec.
- NCAA : National Collegiate Athletic Association
- LHOu : Ligue de hockey de l'Ouest
- AMH : Association mondiale de hockey

### 1ertour
| Rang | Équipe LNH               | Nationalité     | Joueur           | Repêché de                           |
| ---- | ------------------------ | --------------- | ---------------- | ------------------------------------ |
| 1    | Jets de Winnipeg         | Canada          | Dale Hawerchuk   | Royals de Cornwall (LHJMQ)           |
| 2    | Kings de Los Angeles     | Canada          | Doug Smith       | 67's d'Ottawa (LHO)                  |
| 3    | Capitals de Washington   | États-Unis      | Bobby Carpenter  | St. John's Prep (Mass H.S.)          |
| 4    | Whalers de Hartford      | Canada          | Ron Francis      | Greyhounds de Sault Ste. Marie (LHO) |
| 5    | Rockies du Colorado      | Canada          | Joe Cirella      | Generals d'Oshawa (LHO)              |
| 6    | Maple Leafs de Toronto   | Canada          | Jim Benning      | Winter Hawks de Portland (LHOu)      |
| 7    | Canadiens de Montréal    | Canada          | Mark Hunter      | Alexanders de Brantford (LHO)        |
| 8    | Oilers d'Edmonton        | Canada          | Grant Fuhr       | Cougars de Victoria (LHOu)           |
| 9    | Rangers de New York      | Canada          | James Patrick    | Saints de Prince Albert (LHJS)       |
| 10   | Canucks de Vancouver     | Canada          | Garth Butcher    | Pats de Regina (LHOu)                |
| 11   | Nordiques de Québec      | Canada          | Randy Moller     | Broncos de Lethbridge (LHOu)         |
| 12   | Black Hawks de Chicago   | Canada          | Tony Tanti       | Generals d'Oshawa (LHO)              |
| 13   | North Stars du Minnesota | Canada          | Ron Meighan      | Flyers de Niagara Falls (LHO)        |
| 14   | Bruins de Boston         | Canada          | Normand Léveillé | Saguenéens de Chicoutimi (LHJMQ)     |
| 15   | Flames de Calgary        | Canada          | Al MacInnis      | Rangers de Kitchener (LHO)           |
| 16   | Flyers de Philadelphie   | Canada          | Steve Smith      | Greyhounds de Sault Ste. Marie (LHO) |
| 17   | Sabres de Buffalo        | Tchécoslovaquie | Jiří Dudáček     | HC Kladno (Extraliga)                |
| 18   | Canadiens de Montréal    | Canada          | Gilbert Delorme  | Saguenéens de Chicoutimi (LHJMQ)     |
| 19   | Canadiens de Montréal    | Suède           | Jan Ingman       | Färjestads BK (Elitserien)           |
| 20   | Blues de Saint-Louis     | Canada          | Marty Ruff       | Broncos de Lethbridge (LHOu)         |
| 21   | Islanders de New York    | Canada          | Paul Boutilier   | Castors de Sherbrooke (LHJMQ)        |

### 2etour
| Rang | Équipe LNH               | Nationalité | Joueur          | Repêché de                              |
| ---- | ------------------------ | ----------- | --------------- | --------------------------------------- |
| 22   | Jets de Winnipeg         | Canada      | Scott Arniel    | Royals de Cornwall (LHJMQ)              |
| 23   | Red Wings de Détroit     | Canada      | Claude Loiselle | Spitfires de Windsor (LHO)              |
| 24   | Maple Leafs de Toronto   | Canada      | Gary Yaremchuk  | Winter Hawks de Portland (LHOu)         |
| 25   | Black Hawks de Chicago   | Canada      | Kevin Griffin   | Winter Hawks de Portland (LHOu)         |
| 26   | Rockies du Colorado      | Canada      | Rich Chernomaz  | Cougars de Victoria (LHOu)              |
| 27   | North Stars du Minnesota | Canada      | Dave Donnelly   | Saints de St. Albert (LHJA)             |
| 28   | Penguins de Pittsburgh   | Canada      | Steve Gatzos    | Greyhounds de Sault Ste. Marie (LHO)    |
| 29   | Oilers d'Edmonton        | Canada      | Todd Strueby    | Pats de Regina (LHOu)                   |
| 30   | Rangers de New York      | Suède       | Jan Erixon      | Skellefteå AIK (Elitserien)             |
| 31   | North Stars du Minnesota | Canada      | Mike Sands      | Wolves de Sudbury (LHO)                 |
| 32   | Canadiens de Montréal    | Suède       | Lars Eriksson   | Brynäs IF (Elitserien)                  |
| 33   | North Stars du Minnesota | États-Unis  | Tom Hirsch      | Minneapolis Patrick Henry (H.S.)        |
| 34   | North Stars du Minnesota | États-Unis  | Dave Preuss     | Académie St. Thomas (Minn. H.S.)        |
| 35   | Bruins de Boston         | Canada      | Luc Dufour      | Saguenéens de Chicoutimi (LHJMQ)        |
| 36   | Blues de Saint-Louis     | Suède       | Hakan Nordin    | Färjestads BK (Elitserien)              |
| 37   | Flyers de Philadelphie   | États-Unis  | Rich Costello   | École secondaire Natick (Massachussett) |
| 38   | Sabres de Buffalo        | Finlande    | Hannu Virta     | TPS Turku (SM-liiga)                    |
| 39   | Kings de Los Angeles     | Canada      | Dean Kennedy    | Wheat Kings de Brandon (LHOu)           |
| 40   | Canadiens de Montréal    | États-Unis  | Chris Chelios   | Canucks de Moose Jaw (LHJS)             |
| 41   | North Stars du Minnesota | Finlande    | Jali Wahlsten   | TPS Turku (SM-Liiga)                    |
| 42   | Islanders de New York    | Canada      | Gord Dineen     | Greyhounds de Sault Ste. Marie (LHO)    |

### 3etour
| Rang | Équipe LNH             | Nationalité          | Joueur             | Repêché de                           |
| ---- | ---------------------- | -------------------- | ------------------ | ------------------------------------ |
| 43   | Jets de Winnipeg       | Finlande             | Jyrki Seppa        | Ilves Tampere (SM-Liiga)             |
| 44   | Red Wings de Détroit   | Canada               | Corrado Micalef    | Castors de Sherbrooke (LHJMQ)        |
| 45   | Capitals de Washington | Canada               | Eric Calder        | Royals de Cornwall (LHJMQ)           |
| 46   | Canadiens de Montréal  | Allemagne de l'Ouest | Dieter Hegen       | Kaufbeuren (DEL)                     |
| 47   | Flyers de Philadelphie | Canada               | Barry Tabobondung  | Generals d'Oshawa (LHO)              |
| 48   | Rockies du Colorado    | Allemagne de l'Ouest | Uli Hiemer         | EV Füssen (DEL)                      |
| 49   | Penguins de Pittsburgh | Canada               | Tom Thornbury      | Flyers de Niagara Falls (LHO)        |
| 50   | Rangers de New York    | Suède                | Peter Sundström    | IF Björklöven (Elitserien)           |
| 51   | Rangers de New York    | Canada               | Mark Morrison      | Cougars de Victoria (LHOu)           |
| 52   | Canucks de Vancouver   | Canada               | Jean-Marc Lanthier | Éperviers de Sorel (LHJMQ)           |
| 53   | Nordiques de Québec    | Canada               | Jean-Marc Gaulin   | Éperviers de Sorel (LHJMQ)           |
| 54   | Black Hawks de Chicago | Canada               | Darrel Anholt      | Wranglers de Calgary (LHOu)          |
| 55   | Maple Leafs de Toronto | Canada               | Ernie Godden       | Spitfires de Windsor (LHO)           |
| 56   | Flames de Calgary      | Canada               | Mike Vernon        | Wranglers de Calgary (LHOu)          |
| 57   | Islanders de New York  | Canada               | Ron Handy          | Greyhounds de Sault Ste. Marie (LHO) |
| 58   | Flyers de Philadelphie | Canada               | Ken Strong         | Petes de Peterborough (LHO)          |
| 59   | Sabres de Buffalo      | Canada               | Jim Aldred         | Canadians de Kingston (LHO)          |
| 60   | Sabres de Buffalo      | Canada               | Colin Chisholm     | Wranglers de Calgary (LHOu)          |
| 61   | Whalers de Hartford    | Canada               | Paul MacDermid     | Spitfires de Windsor (LHO)           |
| 62   | Blues de Saint-Louis   | Canada               | Gord Donnelly      | Castors de Sherbrooke (LHJMQ)        |
| 63   | Islanders de New York  | Canada               | Neal Coulter       | Marlboros de Toronto (LHO)           |

### 4etour
| Rang | Équipe LNH               | Nationalité | Joueur             | Repêché de                                   |
| ---- | ------------------------ | ----------- | ------------------ | -------------------------------------------- |
| 64   | Jets de Winnipeg         | États-Unis  | Kirk McCaskill     | Catamounts du Vermont (NCAA)                 |
| 65   | Flyers de Philadelphie   | Canada      | Dave Michayluk     | Pats de Regina (LHOu)                        |
| 66   | Rockies du Colorado      | Canada      | Gus Greco          | Spitfires de Windsor (LHO)                   |
| 67   | Whalers de Hartford      | Canada      | Mike Hoffman       | Alexanders de Brantford (LHO)                |
| 68   | Capitals de Washington   | États-Unis  | Tony Kellin        | École secondaire de Grand Rapids (Minnesota) |
| 69   | North Stars du Minnesota | Canada      | Terry Tait         | Greyhounds de Sault Ste. Marie (LHO)         |
| 70   | Penguins de Pittsburgh   | Canada      | Norm Schmidt       | Generals d'Oshawa (LHO)                      |
| 71   | Oilers d'Edmonton        | Canada      | Paul Houck         | Buckaroos de Kelowna (LHJCB)                 |
| 72   | Rangers de New York      | États-Unis  | John Vanbiesbrouck | Greyhounds de Sault Ste. Marie (LHO)         |
| 73   | Canucks de Vancouver     | Canada      | Wendell Young      | Rangers de Kitchener (LHO)                   |
| 74   | Nordiques de Québec      | Canada      | Clint Malarchuk    | Winter Hawks de Portland (LHOu)              |
| 75   | Black Hawks de Chicago   | Canada      | Perry Pelensky     | Winter Hawks de Portland (LHOu)              |
| 76   | North Stars du Minnesota | États-Unis  | Jim Malwitz        | École secondaire de Grand Rapids (Minnesota) |
| 77   | Bruins de Boston         | Canada      | Scott McLellan     | Flyers de Niagara Falls (LHO)                |
| 78   | Flames de Calgary        | Suède       | Peter Madach       | HV 71 Jrs. (Elitserien)                      |
| 79   | Flyers de Philadelphie   | Canada      | Ken Latta          | Greyhounds de Sault Ste. Marie (LHO)         |
| 80   | Sabres de Buffalo        | Canada      | Jeff Eatough       | Royals de Cornwall (LHJMQ)                   |
| 81   | Kings de Los Angeles     | Canada      | Marty Dallman      | Engineers de Rensselaer (NCAA)               |
| 82   | Canadiens de Montréal    | Suède       | Kjell Dahlin       | Timrå IK Jrs. (Elitserien)                   |
| 83   | Sabres de Buffalo        | Suède       | Anders Wikberg     | Timrå IK Jrs. (Elitserien)                   |
| 84   | Islanders de New York    | Canada      | Todd Lumbard       | Wheat Kings de Brandon (LHOu)                |

### 5etour
| Rang | Équipe LNH               | Nationalité | Joueur             | Repêché de                              |
| ---- | ------------------------ | ----------- | ------------------ | --------------------------------------- |
| 85   | Jets de Winnipeg         | États-Unis  | Marc Behrend       | Badgers du Wisconsin (NCAA)             |
| 86   | Red Wings de Détroit     | Canada      | Larry Trader       | Knights de London (LHO)                 |
| 87   | Rockies du Colorado      | Canada      | Doug Speck         | Petes de Peterborough (LHO)             |
| 88   | Canadiens de Montréal    | États-Unis  | Steve Rooney       | École secondaire Canton (Massachussett) |
| 89   | Capitals de Washington   | Canada      | Mike Siltala       | Canadians de Kingston (LHO)             |
| 90   | Maple Leafs de Toronto   | Canada      | Normand Lefrançois | Draveurs de Trois-Rivières (LHJMQ)      |
| 91   | Capitals de Washington   | Pologne     | Peter Sidorkiewicz | Generals d'Oshawa (LHO)                 |
| 92   | Oilers d'Edmonton        | Canada      | Phil Drouillard    | Flyers de Niagara Falls (LHO)           |
| 93   | Whalers de Hartford      | Canada      | Bill Maguire       | Flyers de Niagara Falls (LHO)           |
| 94   | Islanders de New York    | Canada      | Jacques Sylvestre  | Éperviers de Sorel (LHJMQ)              |
| 95   | Nordiques de Québec      | États-Unis  | Ed Lee             | Tigers de Princeton (NCAA)              |
| 96   | Black Hawks de Chicago   | Canada      | Doug Chessell      | Knights de London (LHO)                 |
| 97   | North Stars du Minnesota | Canada      | Kelly Hubbard      | Winter Hawks de Portland (LHOu)         |
| 98   | Bruins de Boston         | Canada      | Joe Mantione       | Royals de Cornwall (LHJMQ)              |
| 99   | Flames de Calgary        | Canada      | Mario Simioni      | Marlboros de Toronto (LHO)              |
| 100  | Flyers de Philadelphie   | Canada      | Justin Hanley      | Canadians de Kingston (LHO)             |
| 101  | Sabres de Buffalo        | Finlande    | Mauri Eivola       | TPS Turku (SM-Liiga)                    |
| 102  | Maple Leafs de Toronto   | Canada      | Barry Brigley      | Wranglers de Calgary (LHOu)             |
| 103  | Whalers de Hartford      | Canada      | Dan Bourbonnais    | Wranglers de Calgary (LHOu)             |
| 104  | Blues de Saint-Louis     | Canada      | Mike Hickey        | Wolves de Sudbury (LHO)                 |
| 105  | Canucks de Vancouver     | Canada      | Moe Lemay          | 67's d'Ottawa (LHO)                     |

### 6etour
| Rang | Équipe LNH               | Nationalité | Joueur           | Repêché de                                           |
| ---- | ------------------------ | ----------- | ---------------- | ---------------------------------------------------- |
| 106  | Jets de Winnipeg         | États-Unis  | Bob O'Connor     | Eagles de Boston College (NCAA)                      |
| 107  | Red Wings de Détroit     | Canada      | Gerard Gallant   | Castors de Sherbrooke (LHJMQ)                        |
| 108  | Rockies du Colorado      | Canada      | Bruce Driver     | Badgers du Wisconsin (NCAA)                          |
| 109  | Penguins de Pittsburgh   | Canada      | Paul Edwards     | Generals d'Oshawa (LHO)                              |
| 110  | Capitals de Washington   | Canada      | Jim McGeough     | Bighorns de Billings (LHOu)                          |
| 111  | Oilers d'Edmonton        | Écosse      | Steve Smith      | Knights de London (LHO)                              |
| 112  | Penguins de Pittsburgh   | Canada      | Rod Buskas       | Tigers de Medicine Hat (LHOu)                        |
| 113  | Oilers d'Edmonton        | Canada      | Marc Habscheid   | Blades de Saskatoon (LHOu)                           |
| 114  | Rangers de New York      | États-Unis  | Eric Magnuson    | Engineers de Rensselaer (NCAA)                       |
| 115  | Canucks de Vancouver     | Canada      | Stu Kulak        | Cougars de Victoria (LHOu)                           |
| 116  | Nordiques de Québec      | Canada      | Michael Eagles   | Rangers de Kitchener (LHO)                           |
| 117  | Black Hawks de Chicago   | États-Unis  | Bill Schafhauser | Wildcats de Northern Michigan (NCAA)                 |
| 118  | North Stars du Minnesota | États-Unis  | Paul Guay        | École secondaire de Mount St. Charles (Rhode Island) |
| 119  | Bruins de Boston         | États-Unis  | Bruce Milton     | Terriers de Boston (NCAA)                            |
| 120  | Flames de Calgary        | Canada      | Todd Hooey       | Spitfires de Windsor (LHO)                           |
| 121  | Flyers de Philadelphie   | Canada      | André Villeneuve | Saguenéens de Chicoutimi (LHJMQ)                     |
| 122  | Sabres de Buffalo        | Canada      | Ali Butorac      | 67's d'Ottawa (LHO)                                  |
| 123  | Kings de Los Angeles     | Canada      | Brad Thompson    | Knights de London (LHO)                              |
| 124  | Canadiens de Montréal    | États-Unis  | Tom Anastos      | Pool Saints de Paddock (LHJGL)                       |
| 125  | Blues de Saint-Louis     | Suède       | Peter Åslin      | AIK Solna (Elitserien)                               |
| 126  | Islanders de New York    | Canada      | Chuck Brimmer    | Canadians de Kingston (LHO)                          |

### 7etour
| Rang | Équipe LNH               | Nationalité     | Joueur          | Repêché de                              |
| ---- | ------------------------ | --------------- | --------------- | --------------------------------------- |
| 127  | Jets de Winnipeg         | Suède           | Petter Nilsson  | Hammarby IF (Elitserien)                |
| 128  | Red Wings de Détroit     | Canada          | Greg Stefan     | Generals d'Oshawa (LHO)                 |
| 129  | Rockies du Colorado      | Canada          | Jeff Larmer     | Rangers de Kitchener (LHO)              |
| 130  | Whalers de Hartford      | Canada          | John Mokosak    | Cougars de Victoria (LHOu)              |
| 131  | Capitals de Washington   | Finlande        | Risto Jalo      | Ilves Tampere (SM-Liiga)                |
| 132  | Maple Leafs de Toronto   | Canada          | Andrew Wright   | Petes de Peterborough (LHO)             |
| 133  | Penguins de Pittsburgh   | Canada          | Geoff Wilson    | Warriors de Winnipeg (LHOu)             |
| 134  | Kings de Los Angeles     | Canada          | Craig Hurley    | Blades de Saskatoon (LHOu)              |
| 135  | Rangers de New York      | États-Unis      | Mike Guentzel   | École secondaire Greenway (Minnesota)   |
| 136  | Canucks de Vancouver     | Canada          | Bruce Holloway  | Pats de Regina (LHOu)                   |
| 137  | Flyers de Philadelphie   | Tchécoslovaquie | Vladimir Svitek | HC Košice (Extraliga)                   |
| 138  | Black Hawks de Chicago   | Canada          | Marc Centrone   | Broncos de Lethbridge (LHOu)            |
| 139  | North Stars du Minnesota | Canada          | Jim Archibald   | Canucks de Moose Jaw (LHJS)             |
| 140  | Bruins de Boston         | Suède           | Mats Thelin     | AIK Solna (Elitserien)                  |
| 141  | Flames de Calgary        | États-Unis      | Rick Heppner    | École secondaire Mount View (Wisconsin) |
| 142  | Flyers de Philadelphie   | Canada          | Gil Hudon       | Saints de Prince Albert (LHJS)          |
| 143  | Sabres de Buffalo        | Finlande        | Heikki Leime    | TPS Turku (SM-Liiga)                    |
| 144  | Kings de Los Angeles     | Danemark        | Peter Sawkins   | Académie St. Paul (Minnesota)           |
| 145  | Canadiens de Montréal    | États-Unis      | Tom Kurvers     | Bulldogs de Minnesota-Duluth (NCAA)     |
| 146  | Blues de Saint-Louis     | Suède           | Erik Holmberg   | Södertälje SK (Elitserien)              |
| 147  | Islanders de New York    | Finlande        | Teppo Virta     | TPS Turku (SM-Liiga)                    |

### 8etour
| Rang | Équipe LNH               | Nationalité | Joueur          | Repêché de                                         |
| ---- | ------------------------ | ----------- | --------------- | -------------------------------------------------- |
| 148  | Jets de Winnipeg         | États-Unis  | Dan McFall      | Sabres junior de Buffalo (LHJPNY)                  |
| 149  | Red Wings de Détroit     | États-Unis  | Rick Zombo      | Mavericks d'Austin (USHL)                          |
| 150  | Rockies du Colorado      | Finlande    | Tony Arima      | Jokerit Helsinki (SM-Liiga)                        |
| 151  | Whalers de Hartford      | Canada      | Denis Doré      | Saguenéens de Chicoutimi (LHJMQ)                   |
| 152  | Capitals de Washington   | Canada      | Gaétan Duchesne | Remparts de Québec (LHJMQ)                         |
| 153  | Maple Leafs de Toronto   | Canada      | Richard Turmel  | Cataractes de Shawinigan (LHJMQ)                   |
| 154  | Penguins de Pittsburgh   | Canada      | Mitch Lamoureux | Generals d'Oshawa (LHO)                            |
| 155  | Oilers d'Edmonton        | Canada      | Mike Sturgeon   | Buckaroos de Kelowna (LHJCB)                       |
| 156  | Rangers de New York      | Finlande    | Ari Lahtenmaki  | HIFK (SM-Liiga)                                    |
| 157  | Canucks de Vancouver     | Finlande    | Petri Skriko    | SaiPa Lappeenranta (Elitserien)                    |
| 158  | Nordiques de Québec      | Canada      | André Côté      | Remparts de Québec (LHJMQ)                         |
| 159  | Black Hawks de Chicago   | Suède       | Johan Mellstron | Falu (Elitserien)                                  |
| 160  | North Stars du Minnesota | Finlande    | Kari Kanervo    | TPS Turku (SM-Liiga)                               |
| 161  | Bruins de Boston         | Canada      | Armel Parisée   | Saguenéens de Chicoutimi (LHJMQ)                   |
| 162  | Flames de Calgary        | Canada      | Dale DeGray     | Generals d'Oshawa (LHO)                            |
| 163  | Flyers de Philadelphie   | États-Unis  | Steve Taylor    | Friars de Providence (NCAA)                        |
| 164  | Sabres de Buffalo        | Canada      | Gaetano Orlando | Friars de Providence (NCAA)                        |
| 165  | Kings de Los Angeles     | Canada      | Dan Brennan     | Fighting Sioux de North Dakota (NCAA)              |
| 166  | Canadiens de Montréal    | États-Unis  | Paul Gess       | École secondaire Bloomington Jefferson (Minnesota) |
| 167  | Blues de Saint-Louis     | Canada      | Alain Vigneault | Draveurs de Trois-Rivières (LHJMQ)                 |
| 168  | Islanders de New York    | Canada      | Bill Dowd       | 67's d'Ottawa (LHO)                                |

### 9etour
| Rang | Équipe LNH               | Nationalité     | Joueur            | Repêché de                                |
| ---- | ------------------------ | --------------- | ----------------- | ----------------------------------------- |
| 169  | Jets de Winnipeg         | États-Unis      | Greg Dick         | Université St. Mary's Minnesota (NCAA)    |
| 170  | Red Wings de Détroit     | Canada          | Don Leblanc       | Marlboros de Toronto (LHO)                |
| 171  | Rockies du Colorado      | États-Unis      | Tim Army          | Friars de Providence (NCAA)               |
| 172  | Whalers de Hartford      | États-Unis      | Jeff Poeschl      | Wildcats de Northern Michigan (NCAA)      |
| 173  | Capitals de Washington   | États-Unis      | George White      | Wildcats du New Hampshire (NCAA)          |
| 174  | Maple Leafs de Toronto   | Canada          | Greg Barber       | Cougars de Victoria (LHOu)                |
| 175  | Penguins de Pittsburgh   | Canada          | Dean De Fazio     | Alexanders de Brantford (LHO)             |
| 176  | Oilers d'Edmonton        | Tchécoslovaquie | Miloslav Horava   | HC Kladno (Extraliga)                     |
| 177  | Rangers de New York      | États-Unis      | Paul Reifenberger | École secondaire Anoka (Minnesota)        |
| 178  | Canucks de Vancouver     | Canada          | Frank Caprice     | Knights de London (LHO)                   |
| 179  | Nordiques de Québec      | Canada          | Marc Brisebois    | Éperviers de Sorel (LHJMQ)                |
| 180  | Black Hawks de Chicago   | Canada          | John Benns        | Bighorns de Billings (LHOu)               |
| 181  | North Stars du Minnesota | États-Unis      | Scott Bjugstad    | Golden Gophers du Minnesota (NCAA)        |
| 182  | Bruins de Boston         | Canada          | Don Sylvestri     | Golden Knights de Clarkson (NCAA)         |
| 183  | Flames de Calgary        | États-Unis      | George Boudreau   | École secondaire Matignon (Massachussett) |
| 184  | Flyers de Philadelphie   | Canada          | Len Hachborn      | Alexanders de Brantford (LHO)             |
| 185  | Sabres de Buffalo        | États-Unis      | Venci Sebek       | Flyers de Niagara Falls (LHO)             |
| 186  | Kings de Los Angeles     | Canada          | Al Tuer           | Pats de Regina (LHOu)                     |
| 187  | Canadiens de Montréal    | États-Unis      | Scott Ferguson    | École secondaire Edina West (Minnesota)   |
| 188  | Blues de Saint-Louis     | Canada          | Dan Wood          | Canadians de Kingston (LHO)               |
| 189  | Islanders de New York    | Canada          | Scott MacLellan   | Cougars de Burlington (LHJCO)             |

### 10etour
| Rang | Équipe LNH               | Nationalité     | Joueur          | Repêché de                                     |
| ---- | ------------------------ | --------------- | --------------- | ---------------------------------------------- |
| 190  | Jets de Winnipeg         | Tchécoslovaquie | Vladimir Kadlec | HC Vítkovice (Extraliga)                       |
| 191  | Red Wings de Détroit     | Suède           | Robert Nordmark | Luleå HF (Elitserien)                          |
| 192  | Rockies du Colorado      | États-Unis      | John Johannson  | Badgers du Wisconsin (NCAA)                    |
| 193  | Whalers de Hartford      | Canada          | Larry Power     | Rangers B de Kitchener (LHJMOO)                |
| 194  | Capitals de Washington   | Canada          | Chris Valentine | Éperviers de Sorel (LHJMQ)                     |
| 195  | Maple Leafs de Toronto   | Canada          | Marc Magnan     | Broncos de Lethbridge (LHOu)                   |
| 196  | Penguins de Pittsburgh   | Canada          | Dave Hannan     | Alexanders de Brantford (LHO)                  |
| 197  | Oilers d'Edmonton        | Canada          | Gord Sherven    | Beavers de Weyburn (LHSS)                      |
| 198  | Rangers de New York      | Canada          | Mario Proulx    | Tigers de Princeton (NCAA)                     |
| 199  | Canucks de Vancouver     | Canada          | Réjean Vignola  | Cataractes de Shawinigan (LHJMQ)               |
| 200  | Nordiques de Québec      | Finlande        | Kari Takko      | Ässät (SM-Liiga)                               |
| 201  | Black Hawks de Chicago   | Canada          | Sylvain Roy     | Olympiques de Hull (LHJMQ)                     |
| 202  | North Stars du Minnesota | États-Unis      | Steve Kudebeh   | École secondaire Minneapolis Breck (Minnesota) |
| 203  | Bruins de Boston         | Canada          | Richard Bourque | Castors de Sherbrooke (LHJMQ)                  |
| 204  | Flames de Calgary        | Canada          | Bruce Eakin     | Blades de Saskatoon (LHOu)                     |
| 205  | Flyers de Philadelphie   | Canada/ Japon   | Steve Tsujiura  | Tigers de Medicine Hat (LHOu)                  |
| 206  | Sabres de Buffalo        | Canada          | Warren Harper   | Saints de Prince Albert (LHJS)                 |
| 207  | Kings de Los Angeles     | Canada          | Jeff Baikie     | Big Red de Cornell (NCAA)                      |
| 208  | Canadiens de Montréal    | Canada          | Dan Burrows     | Bulls de Belleville (LHO)                      |
| 209  | Blues de Saint-Louis     | Canada          | Richard Zemlak  | Flyers de Spokane (LHOu)                       |
| 210  | Islanders de New York    | Canada          | Dave Randerson  | Cullitons de Stratford (LHJPO)                 |

### 11etour
| Rang | Équipe LNH       | Nationalité | Joueur      | Repêché de                            |
| ---- | ---------------- | ----------- | ----------- | ------------------------------------- |
| 211  | Jets de Winnipeg | États-Unis  | Dave Kirwin | École secondaire Irondale (Minnesota) |